# Квидухатт
Квидухатт (др.сев. kviðuháttr от kviða «эпическая песнь» и háttr «размер») — размер скальдической поэзии. Размер двухтактный. Трехсложные строки регулярно чередуются с четырёхсложными. Не имеет внутренних и конечных рифм. Расстановка аллитерирующих слогов более свободная, чем в других скальдических размерах.

Пример четверостишия квидухатта (Эгиль Скаллагримссон, русский пер. С. В. Петрова):
| Глума вал На бахвалов! Другам — мед Мерной речи. | skaupi gnœgðr skrökberöndum, emk vilkvæðr of vini mína |

Этот размер применялся скальдами редко, но им сочинены самые известные скальдические произведения — «Перечень Инглингов» Тьодольва из Хвинира, «Утрата сыновей» и «Песнь об Аринбьёрне» Эгиля Скаллагримссона.